# Hildeburh
Hildeburh, menzionata nel poema Beowulf,  è figlia del re danese Hoc e moglie di Finn, re dei frisoni.